# Senatori dell'XI legislatura del Regno d'Italia
Elenco dei senatori della XI legislatura del Regno d'Italia nominati dal re Vittorio Emanuele II divisi per anno di nomina.
Il numero indicato è quello della serie cronologica ufficiale.

## 1870

### 1º dicembre
- 458. Carlo Possenti
- 459. Augusto Riboty
- 460. Carlo Alfieri di Sostegno
- 461. Costanzo Norante
- 462. Niccolò Cusa
- 463. Ignazio Guiccioli
- 464. Francesco Calcagno
- 465. Alessandro Di Monale
- 466. Pietro Rosa
- 467. Filippo Andrea V Doria Pamphili
- 468. Marcello Cerruti
- 469. Maurizio Gerbaix de Sonnaz
- 470. Baldassarre Mongenet
- 471. Giuseppe Angelo Manni
- 472. Filippo Bonacci
- 473. Agostino Petitti Bagliani di Roreto
- 474. Luigi Mezzacapo
- 475. Zanobi Pasqui
- 476. Giuseppe Piacentini
- 477. Giuseppe Lunati
- 478. Francesco Rospigliosi Pallavicini
- 479. Giuseppe Ponzi
- 480. Cataldo Nitti
- 481. Giuseppe Cianciafara
- 482. Federigo De Larderel
- Giuseppe Boschi, nomina non convalidata

## 1871

### 15 marzo
- 483. Agostino Magliani

### 15 novembre
- 484. Giuseppe Salvatore Pianell
- 485. Diego Pignatelli
- 486. Guglielmo Acton
- 487. Gioacchino Cutinelli-Rendina
- 488. Ignazio La Russa
- 489. Pasquale Atenolfi
- 490. Stanislao Cannizzaro
- 491. Francesco Paolo Perez
- 492. Gioacchino Boyl di Putifigari
- 493. Luigi Ferraris
- 495. Raffaele Cadorna
- 496. Carlo Bombrini
- 497. Francesco Borgatti
- 498. Galeazzo Di Bagno
- 499. Luigi Porta
- 500. Achille Mauri
- 501. Giuseppe Garzoni
- 502. Ferdinando Andreucci
- 503. Giuseppe Panattoni
- 504. Vittorio Emanuele Taparelli d'Azeglio
- 505. Marco Tabarrini
- 506. Francesco Vitelleschi Nobili
- 507. Carlo Maggiorani
- 508. Vittorio Zoppi

## 1872

### 9 novembre
- 510. Giulio Belinzaghi
- 511. Angiolo Bo
- 512. Marco Boncompagni Ludovisi Ottoboni
- 513. Guido Borromeo
- 514. Filippo Brignone
- 515. Antonio Carra
- 516. Luigi Agostino Casati
- 517. Raffaele Cassitto
- 518. Enrico Cosenz
- 519. Gennaro De Filippo
- 520. Carlo Figoli
- 521. Gaspare Finali
- 522. Ignazio Genuardi
- 523. Giovanni Battista Giorgini
- 524. Ercole Lanza di Trabia
- 525. Raffaele Santanello
- 526. Camillo Trombetta
- 527. Giovanni Visone

## 1873

### 6 novembre
- 528. Aleardo Aleardi
- 529. Damiano Assanti
- 530. Giuseppe Borsani
- 531. Gaspare Cavallini
- 532. Tommaso Corsi
- 533. Marcello Costamezzana
- 534. Nicola Danzetta
- 535. Fedele De Siervo
- 536. Fedele Lampertico
- 537. Giuseppe Lauria
- 538. Giovanni Morelli
- 539. Diomede Pantaleoni
- 540. Domenico Peranni
- 541. Matteo Pescatore
- 542. Giuseppe Pica
- 543. Luigi Settembrini
- 544. Riccardo Sineo
- 545. Leopoldo Valfrè di Bonzo
- 546. Carlo Verga

### 23 dicembre
- 547. Giovanni Ricci